# Pitcairnia similis
Pitcairnia similis är en gräsväxtart som beskrevs av Lyman Bradford Smith. Pitcairnia similis ingår i släktet Pitcairnia och familjen Bromeliaceae. Inga underarter finns listade i Catalogue of Life.